# Hitachi-Omiya
Hitachi-Omiya (常陸大宮市 Hitachi-ōmiya-shi) é uma cidade japonesa localizada na província de Ibaraki.
Em 2003, a cidade tinha uma população estimada em 48 108 habitantes e uma densidade populacional de 100,74 h/km². Tem uma área total de 348,38 km².
Recebeu o estatuto de cidade a 16 de Outubro de 2004.

## Demografia
De acordo com os dados do censo japonês,  a população de Hitachiōmiya diminuiu continuamente nos últimos 70 anos.

## Galería de imagens

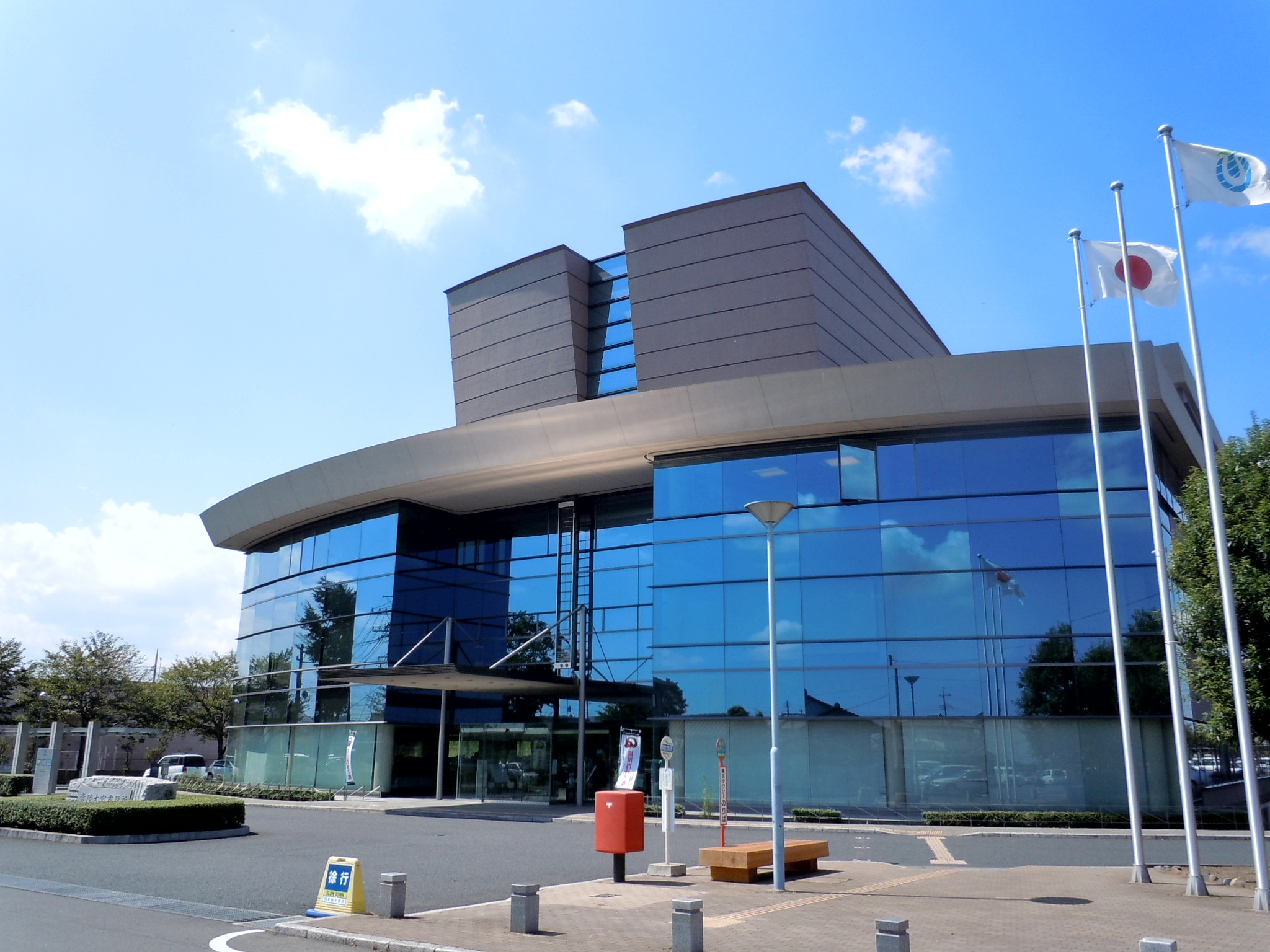
Prefeitura de Hitachiomiya.
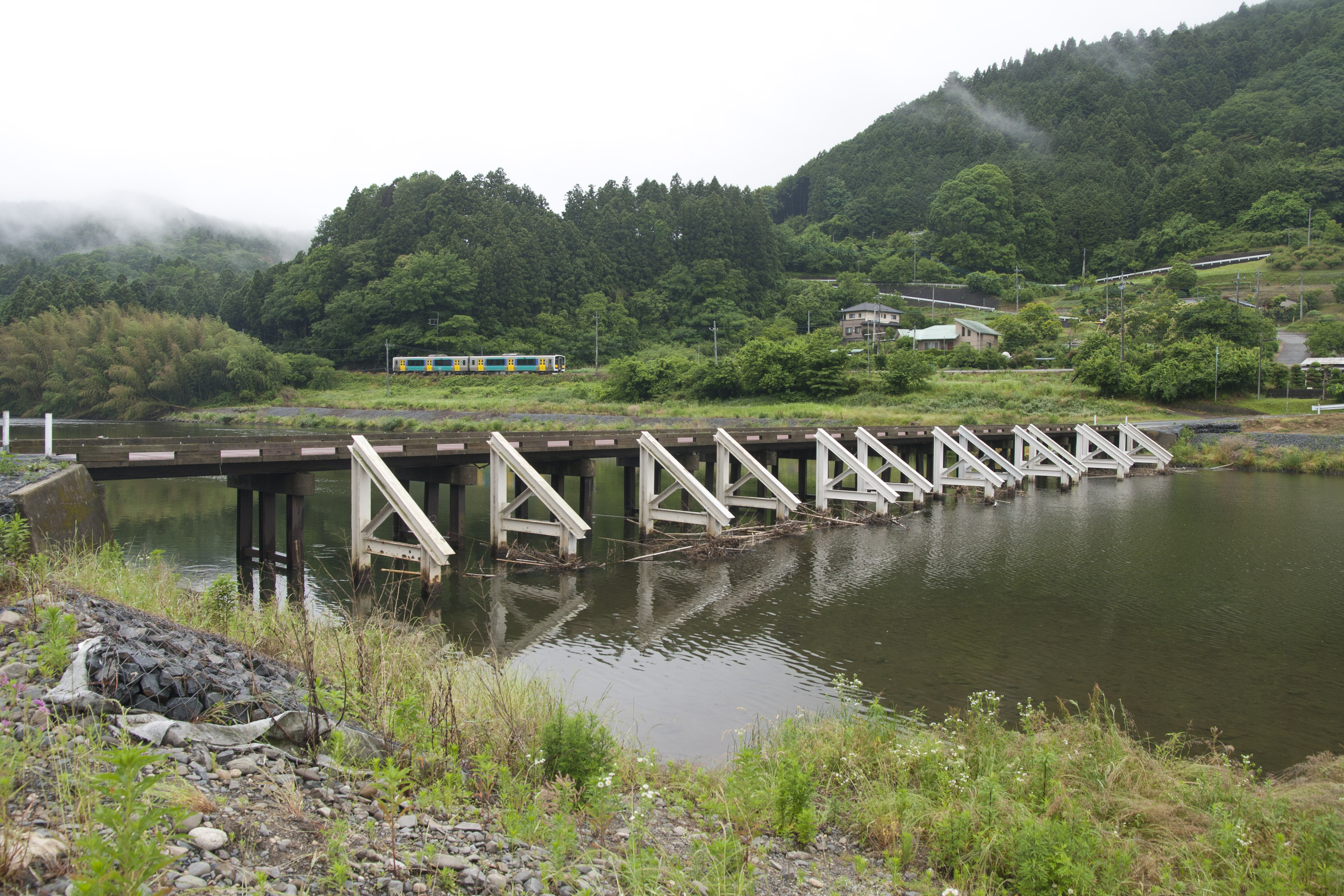
Ponte Hirayamai.
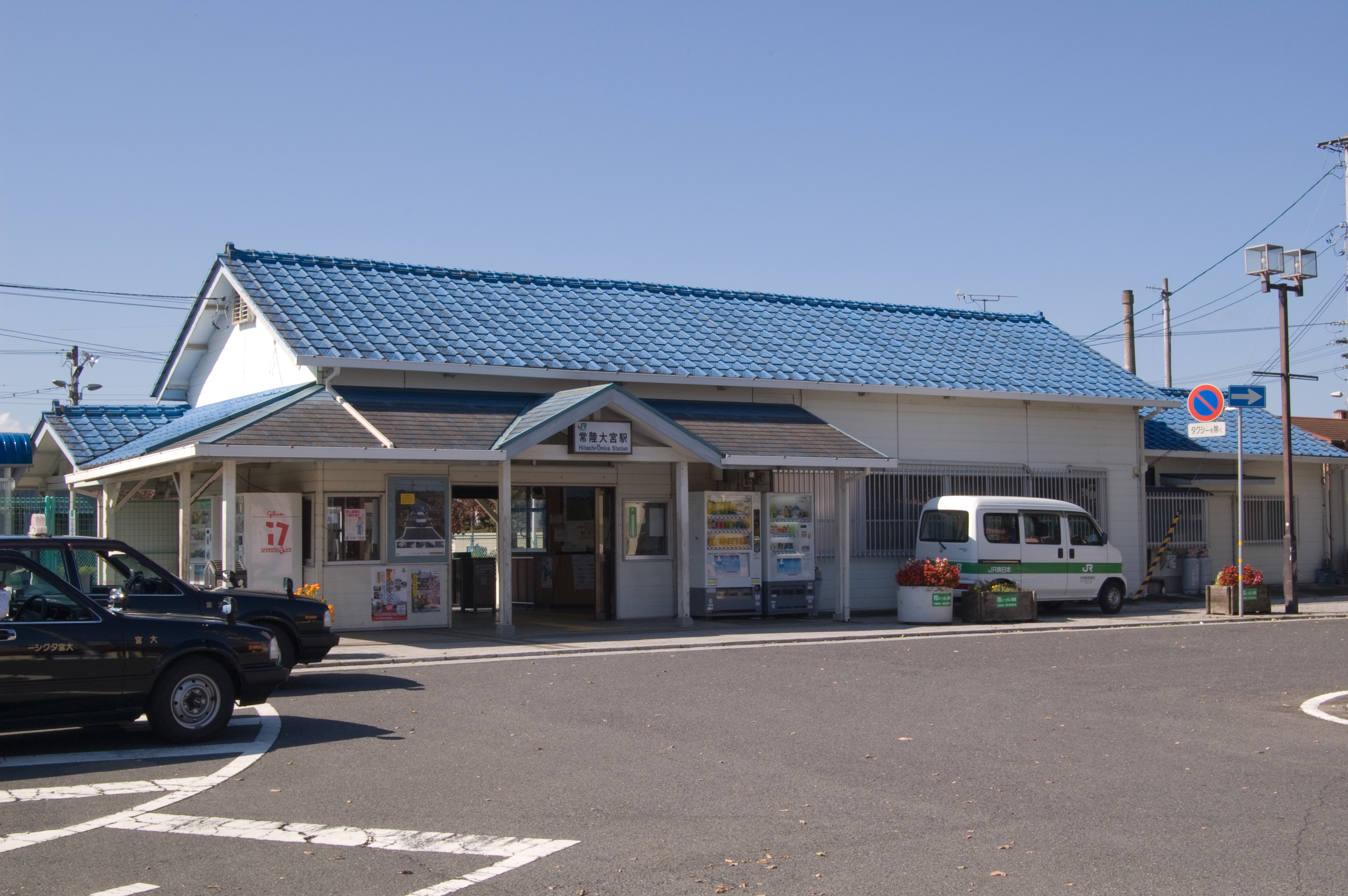
Estação Hitachi-Ōmiya.
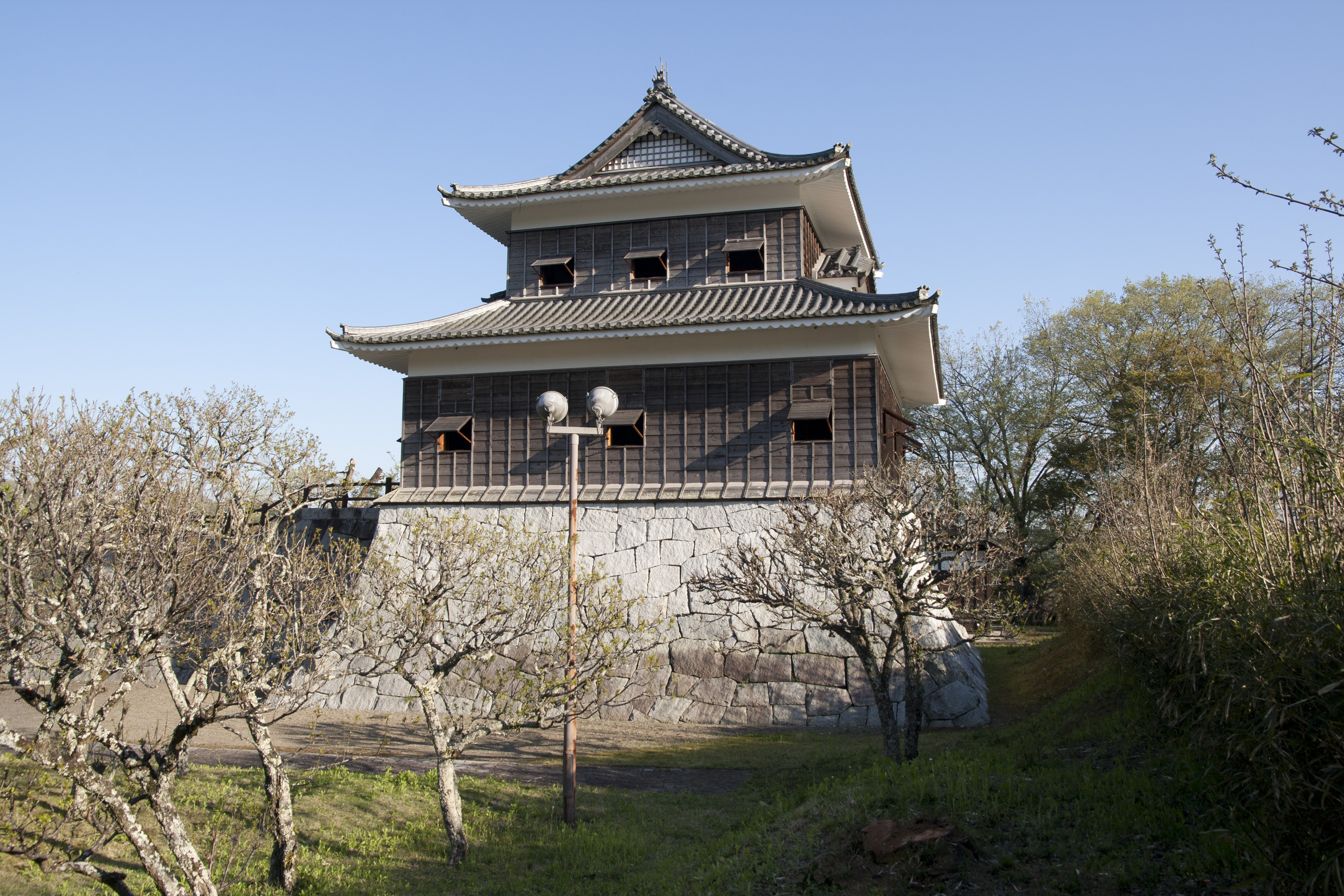
astelo Yamagata.
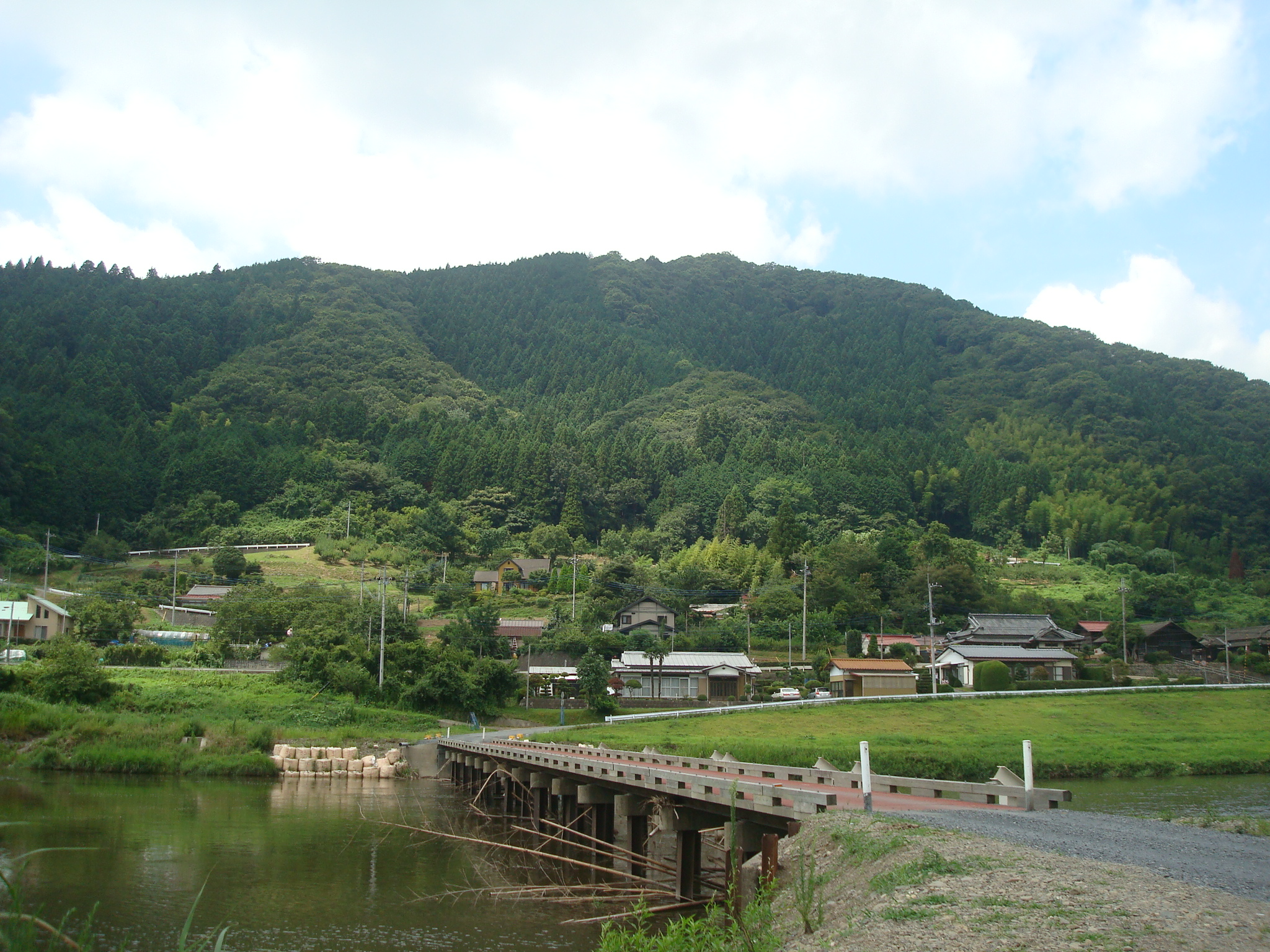
Monte Moriganefuji.